# 8257 Andycheng
8257 Andycheng este un asteroid din centura principală de asteroizi.

## Descriere
8257 Andycheng este un asteroid din centura principală de asteroizi. A fost descoperit pe 28 aprilie 1982 la Stația Anderson Mesa de Edward L. G. Bowell. El prezintă o orbită caracterizată de o semiaxă mare de 2,21 ua, o excentricitate de 0,18 și o înclinație de 6,8° în raport cu ecliptica.